# Pergamon (państwo)

Królestwo Pergamońskie (kolor jasnozielony) i jego sąsiedzi około 200 p.n.e.

Pergamon, Królestwo Pergamońskie (też Pergameńskie) – państwo hellenistyczne w zachodniej części Azji Mniejszej ze stolicą w mieście Pergamon, istniejące w latach 283-133 p.n.e. i rządzone przez dynastię Attalidów. Od około 236 p.n.e. było królestwem rządzonym przez króla (basileusa).

## Historia państwa
Założycielem państwa był protoplasta rodu Attalidów Filetajros, który w 283 p.n.e. opanował Pergamon, odrywając jego terytorium od państwa Lizymacha. Panowanie Filetajrosa oraz jego siostrzeńca i następcy Eumenesa I to czas walki o utrwalenie niezależności, głównie przeciwko monarchii Seleukidów. Następny władca Attalos I prowadził liczne wojny z krajami sąsiednimi – z Galatami, Seleukidami, Macedonią, a podstawą jego polityki stała się współpraca polityczna i militarna z Rzymem. Za jego czasów ma również miejsce początek intensywnego rozwoju kulturalnego i naukowego Pergamonu (założenie Biblioteki Pergamońskiej, działalność fundacyjna w Pergamonie i Atenach). Za Eumenesa II Pergamon stał się największym państwem w Azji Mniejszej, przejmując większość posiadłości seleukidzkich, utraconych przez Syrię w wyniku pokoju w Apamei w 188 p.n.e. Polityka sojuszu z Rzymem i walki o osłabienie Seleucydów kontynuowana była także za czasów jego brata i następcy Attalosa II. Ostatnim władcą państwa pergamońskiego był Attalos III (zm. 133 p.n.e.), który w pozostawionym przez siebie testamencie oddał królestwo Pergamonu Rzymowi, nadając jednocześnie samemu miastu Pergamon i innym zależnym greckim miastom status wolnego polis. W rezultacie tego wybuchło powstanie Aristonikosa, które obok charakteru antyrzymskiego przybrało również cechy rewolucji socjalnej, walki biednych przeciwko bogatym. Po stłumieniu tego powstania Rzymianie organizują z części państwa pergameńskiego swoją nową prowincję Azję.
Przez większą część istnienia państwa podstawą jego polityki była współpraca z Rzymem. Pergamon (obok Rodos) był w okresie swojego istnienia najważniejszym sojusznikiem Rzymu w tym regionie, stanowiąc przeciwwagę dla wpływów seleukidzkich i macedońskich na terenach Azji Mniejszej.

## Pergamon jako ośrodek kultury i nauki
Państwo pergamońskie było również wielkim, ważnym hellenistycznym ośrodkiem kultury i nauki. Dwór w Pergamonie (podobnie jak dwory innych władców hellenistycznych w Aleksandrii i w Antiochii) przyciągał literatów, filozofów, architektów, rzeźbiarzy i malarzy oraz rzemieślników, stając się jednym z najważniejszych ośrodków nadających ton ówczesnej kulturze. Znajdowała się tutaj Biblioteka Pergamońska, druga co do wielkości i znaczenia (po Aleksandryjskiej) biblioteka w świecie greckim. Tutaj też rozwinęła się znacznie sztuka rzeźbiarska, znana nam ze słynnych rzymskich kopii rzeźb wotywnych Attalosa I („Umierający Gal”, „Gal zabijający żonę”) oraz równie słynnego Ołtarza Pergamońskiego. Działalność fundacyjna hellenistycznych władców Pergamonu nie ograniczała się jedynie do obszarów swojego państwa, ale zaznaczyła się również w Grecji właściwej, czego wyrazem były budowle postawione na ateńskim Akropolu i w Delfach.